# 史育才
史育才（1914年—1998年），男，直隶（今河北）阜城人，中国出版家，曾任新华书店总店总经理，文化部出版事业管理局副局长，中国出版工作者协会顾问。